# CBU-87 Combined Effects Munition
La CBU-87 Combined Effects Munition est une bombe à sous-munitions (Cluster Bomb Unit, CBU) en service dans l'United States Air Force. Conçue et mise au point par Aerojet et Honeywell, elle est entrée en service en 1986 pour remplacer de plus anciennes armes à sous-munitions utilisées lors de la guerre du Viet Nam.

## Caractéristiques
Elle emporte 202 sous-munitions BLU-97/B Combined Effects Bomb.
La dispersion de ces dernières est de 120 m sur 220 m avec largage haute vitesse haute altitude (6 500 m). 
Lorsqu'elle est montée sur un dispositif Wind Corrected Munitions Dispenser (en) (WCMD), la CBU-87 devient une arme guidée de précision qui prend alors le nom de CBU-103.